# Hüttblek
Hüttblek est une commune allemande du Schleswig-Holstein, située dans l'arrondissement de Segeberg (Kreis Segeberg), à huit kilomètres à l'est de la ville de Kaltenkirchen. Hüttblek est la commune la moins étendue et la moins peuplée des neuf communes de l'Amt Kisdorf dont le siège est à Kattendorf.